# قطعنامه ۹۲۵ شورای امنیت
قطعنامه ۹۲۵ شورای امنیت سازمان ملل متحد که در تاریخ ۰۸ ژوئن ۱۹۹۴ تصویب شد، سندی بین‌المللی دربارهٔ وضعیت در رواندا است. این قطعنامه طی نشست ۳۳۸۸ام با ۱۵ رای موافق، ۰ مخالف و ۰ ممتنع تصویب شد.